# バートリ・ジェルジ
エチェディ＝バートリ・ジェルジ6世、(マジャル語：Ⅵ.Ecsedi Báthory  György ,？ - 1570年)は、アンドラーシュ4世の息子で、エチェド(現サボルチ・サトマール・ベレグ県マーテーサルカイ地区（ハンガリー語版）ナジエチェド（ハンガリー語版）)系ハプスブルグ家統治下時代のハンガリー王国で多くの領地を所領していた貴族。ハンガリー農民戦争時のトランシルヴァニア、セーケイフォールド（ハンガリー語版）の軍人。
ジェルジの名はバートリ家の家名を冠した地所、ニルバートル（ハンガリー語版）に由来する。

## 生涯
正確な生年月日は不明（一説では1534年）だが、ジェルジの父エチェディ＝バートリ・イシュトヴァーン4世はハンガリー王室主要財務長官（ハンガリー語）にしてサトマール（現ルーマニア領サトゥ・マーレ）守衛長であり、1521年よりナーンドルフェヘールヴァール（現セルビアの首都ベオグラード）総督を任じられていた。
アバウーイ県（ハンガリー語版）ロズゴニ（ハンガリー語版）（現スロバキア、コシツェ県）の貴族（ハンガリー語版）でロズゴニ家（ハンガリー語）出身の母ロズゴニ・カタリンは、ロズゴニ・イシュトヴァーンの娘である。ジェルジは1552年にハプスブルグ家の神聖ローマ皇帝フェルディナンド1世と同盟を結んでいた。
1526年にハンガリー王ラヨシュ2世がモハーチの戦いで戦死し、ハンガリー王位は空位となり、その後にフェルディナンド1世はハンガリー王フェルディナーンド1世として王位を主張、同時にハンガリー貴族サポヤイ・ヤーノシュも王位を主張し対立王ヤーノシュ1世となり、その遺児ヤーノシュ・ジグモンドは対立王ヤーノシュ2世として選出されている。
ハンガリー貴族サポヤイ家の対立王父子はハンガリー王候補に選出されたものの正式に戴冠しておらず、既に皇帝であったフェルディナンド1世の王位主張の方が優勢であった。
この複雑な状況に直面したバートリ・ジェルジは、結局対立王ヤーノシュ・ジグモンドに追従し、1556年にはヴァーラドト（現ルーマニア領オラデア）を包囲した。ジェルジはこの裏切りによりフェルディナンド1世からブジャク城を剥奪された。
しかし、その10年後1565年、ジェルジは故フェルディナント1世の息子でハンガリー王の称号も持つ神聖ローマ皇帝マクシミリアン1世と同盟を結び、エルデージ城を包囲。弟のアンドラーシュ・バートリ（国家判事）(ハンガリー語版)も包囲に加わった。ジェルジは神聖ローマ帝国総司令官のホーアー・ランズベルク男爵ラツァルス・フォン・シュヴェンディ（ドイツ語版）と取引し、金銭とその他の副産物をバートリに与えることで合意し、バートリ家はボルショド県（ハンガリー語版）のチチヴァーッラ城に居城を移した。
その後は軍務から退き、1570年に死去した。

## 妻子

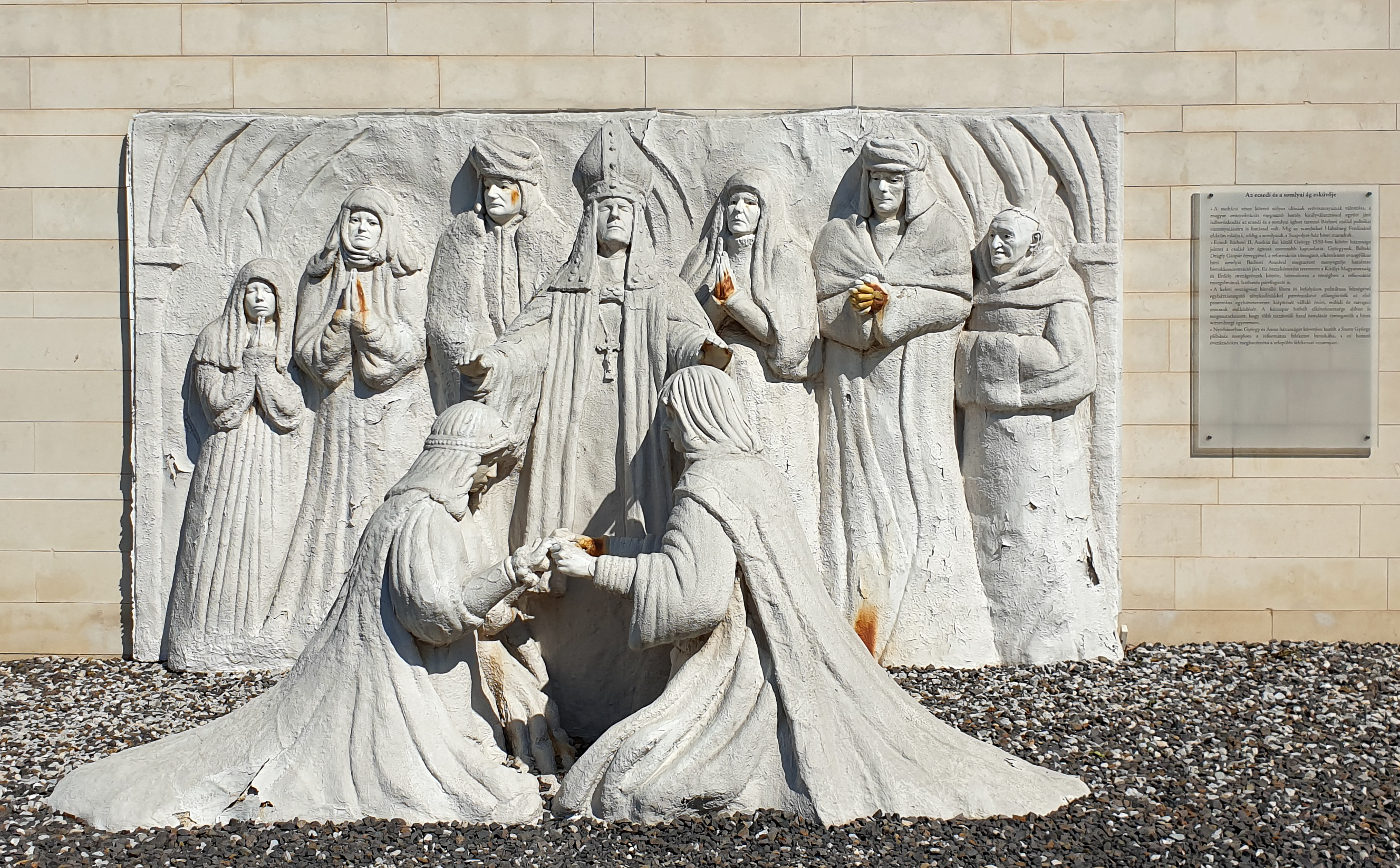
ニルバートル（ハンガリー語）のバートリ・ジョルジとバートリ・アンナの結婚を描いた像

彼の妻は親族であるソムリヨ（ハンガリー語）系バートリ家のトランシルヴァニア候（ヴォイヴォダ）ショムヨーイ＝バートリ・イシュトヴァーン8世とその妻テレグディ・カタリンの娘バートリ・アンナ(? - 1570年)である。アンナはポーランド王及びトランシルヴァニア公ショムヨーイ＝バートリ・イシュトヴァーンとトランシルヴァニア候ショムヨーイ＝バートリ・クリシュトフ（英語版）の姉妹にあたる。
二人の結婚は、エチュドとソムリヨのバートリ家を統合した。アンナ・バートリは過去に2度未亡人になったことがある。
アンナの初婚の夫（1539年～）はクラスナ＝ソルノキの廷吏長ドラーグッフィ・ガスパル（1516年 - 1545年）（ハンガリー語版）、2人目の夫は宗教改革の偉大な支持者であったドルゲト・アンタル（1548年没）であった。
1550年頃にアンナは3人目の夫エチェディ＝バートリ・ジェルジと結婚した。ジェルジはアンナの初婚の婚家であったドラーグッフィ家(ハンガリー語)からの寡婦遺産を（子女が皆早世したため）相続し、妻と共にカルヴァン派に改宗し、前夫ドルゲト・アンタルと同様に宗教改革の支持者となった。
アンナとの結婚により4子が生まれた。
- イシュトヴァーン（ハンガリー語版）（1555年 - 1605年）、ショモジュ、サボルチュ、サトマールの廷吏長であり判事。歴史家イシュトヴァーンッフィ・ミクローシュ（ハンガリー語）によれば、ボチカイ・イシュトヴァーンと同盟していた。1605年7月25日、50歳で死去。後継者は生まれず、バートリ＝エチェド家の男系は絶える。
- エルジェーベト (1560年 – 1614年), ナーダシュディ・フェレンツ2世の妻

- ゾフィア - フィジェティ・アンドラーシュの妻
- クララ - ヴァルダイ・ミハーイの妻